# Kivio
Kivio är ett fritt diagramprogram som ingår i KOffice.